# Ralph Hartley

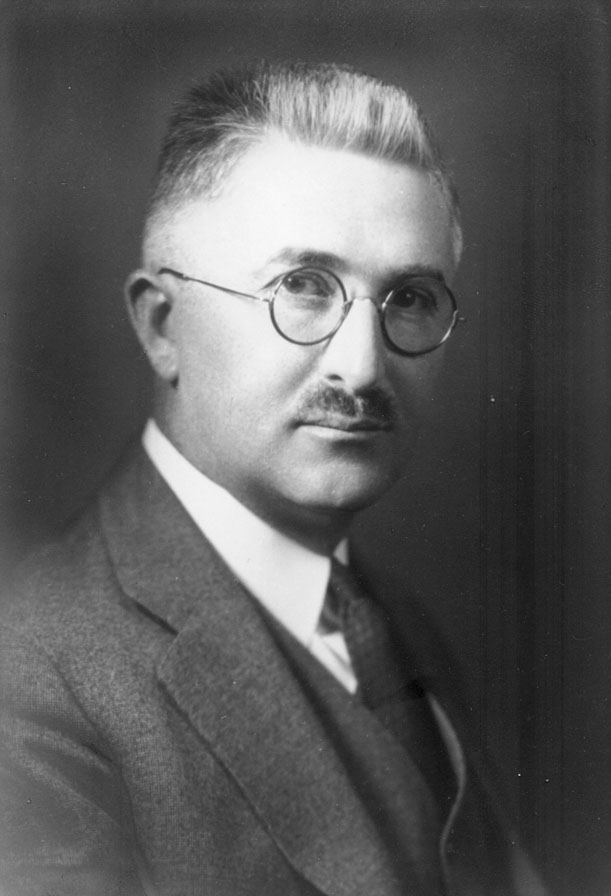
Ralph Vinton Lyon Hartley

Ralph Vinton Lyon Hartley (Spruce (Nevada), 30 november 1888 – 1 mei 1970) was een Amerikaans elektronica-onderzoeker. Hij is vooral bekend van de naar hem vernoemde Hartley-oscillator, de Hartleytransformatie en zijn fundamentele bijdragen aan de informatica-theorie.

## Biografie
Hartley kreeg zijn opleiding aan de universiteit van Utah, waar hij in 1909 afstudeerde. Hij ging naar Engeland om met een Rhodesbeurs te studeren aan St John's College van de universiteit van Oxford, waar hij in 1912 zijn Bachelor of Arts (B.A.) verkreeg en het jaar daarop zijn Bachelor of Science (B.Sc.).
Hij keerde terug naar de Verenigde Staten en kwam in dienst van het onderzoekscentrum van Western Electric Company. In 1915 kreeg hij de leiding om een radio-ontvanger te ontwikkelen voor de trans-Atlantische telefonie van Bell Systems. Hierbij vond hij de naar hem vernoemde oscillatorschakeling uit en tevens een schakeling om triode-zingen te elimineren als gevolg van interne koppelingen.
In 1916 huwde hij Florence Vail uit Brooklyn. Gedurende de Eerste Wereldoorlog werkte hij het principe uit die leidde tot de ontwikkeling van geluidrichtingzoekers. Na de oorlog keerde hij terug naar Western Electric om later voor Bell Laboratories te werken. Bij deze deed hij onderzoek naar "repeaters" en naar geluid- en datatransmissie. Tijdens deze periode formuleerde hij ook de wet:

De hoeveelheid informatie die verzonden kan worden is recht evenredig aan het frequentiebereik en de tijdsduur van de transmissie.

Ziekte zorgde ervoor dat hij zijn onderzoekswerk tien jaar lang moest stilleggen, maar in 1939 keerde hij terug bij Bell Laboratories als consultant. Tijdens de Tweede Wereldoorlog was hij zijdelings betrokken bij servomechanisme problemen. In 1950 ging hij met pensioen.

## Erkenning
In 1946 mocht Hartley de IEEE Medal of Honor in ontvangst nemen voor zijn oscillatorschakeling en voor de wet van Shannon-Hartley. Daarnaast was hij lid van de vereniging American Association for the Advancement of Science. 